# James Risen
James E. Risen (Cincinnati, 27 aprile 1955) è un giornalista statunitense.

## Biografia
Giornalista del Los Angeles Times dal 1984, nel maggio 1998 diventa collaboratore presso il The New York Times. Nel 2006 ha ricevuto, insieme al collega Eric Lichtblau, il Premio Pulitzer per il miglior giornalismo nazionale. Ha scritto due libri sulla CIA e nel 2015 ha ottenuto il Ridenhour Courage Prize.